# Amfiktion
Ovo je članak o Amfiktionu, mitološkoj osobi. Za Amfiktioniju, drevnu grčku vjersku organizaciju, vidi Amfiktionska liga.
Amfiktion (grč. ̓Αμφικτυών) je u grčkoj mitologiji sin Deukaliona i Pire, iako neke tradicije tvrde da je autohton (rođen iz Zemlje). Amfiktion je bio kralj Termopila te oženio kći kralja Kranaja od Atene. Tada je svrgnuo Kranaja te se proglasio kraljem Atene. Vladao je Atenom deset godina i osnovao Amfiktionsku ligu, koja se u sastajala u Termopilu. Amfiktioona je svrgnuo Erihtonije Atenski, još jedan autohtoni kralj Atene.